# Chrysopa dasyptera
Chrysopa dasyptera is een insect uit de familie van de gaasvliegen (Chrysopidae), die tot de orde netvleugeligen (Neuroptera) behoort. 
Chrysopa dasyptera is voor het eerst wetenschappelijk beschreven door McLachlan in 1872.